# Natuzza Evolo
Fortunata (Natuzza) Evolo (Mileto, Italia, 23 de agosto de 1924 -  Mileto, Italia, 1 de noviembre de 2009) fue una mística católica italiana.
Se le han dedicado numerosas obras en Italia, por ejemplo, la de Valerio Marinelli, profesor de la Facultad de Artes y Oficios de la Universidad de Calabria, que comprende cinco volúmenes de testimonios analizados por los críticos.
Ella afirmó tener muchas experiencias místicas a lo largo de su vida, algunas de las cuales fueron tomadas en cuenta por la Iglesia Católica. Así, en 1944, Natuzza contó una de sus visiones en la que le pidieron que construyera "una casa grande para aliviar a los jóvenes, los ancianos y todos los necesitados, así como una gran iglesia que la llamaríamos "Inmaculado Corazón de María refugio de las almas". Cuarenta y tres años después, el 13 de mayo de 1987 con el obispo de Mileto, Domenico Tarcisio Cortese, acordaron la creación de una asociación que luego se convirtió en una fundación que llevaría este nombre y que tenía como objetivo la realización de este trabajo..
La causa de su beatificación y canonización fue iniciada por la Iglesia Católica en 2019, bajo la cual se la considera una sierva de Dios.

## Biografía

### Familia
Natuzza Evolo fue la mayor de una familia extremadamente modesta. Su padre, privado de recursos, se vio obligado de emigrar en Argentina. Su madre se vio obligada a ejercer la prostitución para alimentar a sus hijas.

### Juventud
A los ocho años, comenzó a trabajar y entró al servicio de un abogado, Silvio Colloca. Sus carismas místicos aparecieron temprano. Muy creyente, la joven quería dar su vida al Señor. Pero su deseo de convertirse en monja se vio frustrado, porque es complicado conciliar las experiencias místicas permanentes y la regularidad monástica. Entonces se casó con Pasquale Nicolace, un carpintero, con quien tuvo cinco hijos. Para ella, el matrimonio es una de las más altas vocaciones cristianas.
La vida mística de Natuzza Evolo se caracterizó por la cantidad y variedad de los fenómenos que vivió.

### Apariciones
Natuzza es ante todo una "vidente", en el sentido místico del término: Cristo, la Virgen, los santos, los muertos se le aparecían en el marco de intensas experiencias visuales.
- El Cristo y la Virgen María se le apareció un día viernes de 1964 y en diferentes momentos, incluso en la década de 1990, especialmente durante la Cuaresma y el Viernes Santo;
- Muchos santos de todos los períodos también aparecieron; así, Francisco de Paula (santo) se le apareció en visión desde 1932.
- El diablo se le apareció y ella afirmó haber sido golpeada por él.
- Se le llegaron a aparecer personas que ya habían fallecido sin que ella hubiera tenido nunca ninguna atracción por el ocultismo, este fenómeno nunca fue buscado por ella, casi todos los días entre 1939 y a finales de la década de 1950 y gradualmente disminuyó antes de desaparecer en 1960. Una de estas primeras manifestaciones tuvo lugar un día cuando trabajaba con su jefe, afirmó que al entrar en la habitación de los niños, había visto a tres personas sentadas en las camas. Un poco sorprendida, les rogó que fueran y se sentaran en la sala de estar. Los intrusos le dijeron que estaban muertos. Muy perturbada, corrió para decirle a su jefe que había tres muertos sentados en las camas de los niños. El señor Alba luego se volvió, riendo, hacia su suegro, notario, Antonio Colloca, quien, hablando con Natuzza, le dijo: "Si están muertos, ¿por qué no les preguntas sus nombres? Natuzza regresó rápidamente a la habitación, haciendo la solicitud sugerida, y regresó, anunciando: "Se llaman Nannina, Raffaele y Concettal". Sorprendido, el notario notó que tres miembros de la familia con estos nombres habían muerto hace mucho tiempo.

Natuzza afirmó reconocer las almas del Paraíso de las del Purgatorio o el Infierno, que están levantadas sobre el suelo. Algunas veces compartió sus visiones, por ejemplo como cuando el secretario de un parlamentario que pudo ver con ella a su hija que se había suicidado.
Natuzza dijo que podía recibir mensajes de personas que ya habían fallecido en idiomas extranjeros, aunque no sabía ninguno. Según ella, su Ángel de la guarda le susurró qué decir y ella solo tuvo que repetirlo en voz alta,

### Mediumnidad con incorporación
Durante ciertos trances, Natuzza ya no repitió lo que su Ángel de la guarda le dijo. Entonces fueron los muertos quienes hablaron a través de ella: los timbres de voz eran muy diferentes de los de ella y correspondían a los de los fallecidos que los presentes podían reconocer como los de familiares o amigos fallecidos Casi siempre estas voces declinaron su identidad. Natuzza luego cayó en una especie de letargo profundo; incluso sucedió que estos "seres" hablaban a través de ella en idiomas desconocidos para ella y su séquito (xenoglosia). Estos trances desaparecieron en 1958 cuando los signos de la Pasión de Cristo comenzaron a aparecer en Natuzza, los estigmas.
Silvio Coloca afirmó haber escuchado la voz de uno de sus padres, un albañil, que murió mientras rechazaba los sacramentos y la asistencia de un sacerdote:

"Escuché la voz ronca y dolorosa de un anciano:" Muy querido sobrino, soy tu tío. Sufro, para mí no hay esperanza, estoy condenado al fuego eterno, para mí no hay esperanza; para mí es un sufrimiento insoportable, espantoso ".

Sin embargo, Natuzza estaba convencida de que al final de los tiempos el infierno desaparecería. 

### Bilocaciones
Natuzza también fue objeto de bilocaciones de la misma forma que otros místicos cristianos, canonizados como Alfonso María de Ligorio, Pío de Pietrelcina, Yvonne-Aimée de Malestroit. Ella no se sentía "viajando" o yendo "a otro lado". Ella afirmó estar en dos (y a veces tres) lugares al mismo tiempo. Natuzza Evolo tuvo su primera bilocación alrededor de 1935 cuando se encontró en un instante en la casa argentina de su padre en Argentina. Ella solo lo conocía en fotos. Ella apareció ante él y él le preguntó si estaba muerta; ella respondió que no sabía cómo llegó allí. Volviendo a su cuerpo, describió en detalle la casa de su padre a sus familiares que creían en una fabricación. Pero poco después llegó una carta del padre de Natuzza en la que decía que había visto a su hija; entonces los familiares que conocían el domicilio argentino del padre de Natuzza confirmaron la descripción de Natuzza.

### Hemografía
Según el diario de la Conferencia Episcopal Italiana, el fenómeno de la hemografía ocurrió por primera vez, el 26 de julio de 1936, y los médicos intentaron, durante siete horas, entender lo que estaba sucediendo. A partir de entonces, regularmente, la sangre goteaba en varios lugares de su cuerpo: mejillas, frente, manos, pecho y rodillas. Esta sangre, recolectada por un testigo usando un pañuelo o una tela, se formó en la superficie de los dibujos o inscripciones de tela desplegados en diferentes idiomas: latín, italiano, hebreo, alemán, inglés moderno o arcaico, francés, Griego Sin embargo, Natuzza era analfabeta y no sabía ninguno de estos idiomaa. Las letras aparecieron dentro de los pliegues de la tela. No era un guion cursivo escrito a mano, sino una serie de términos separados como letras mayúsculas. Los temas eran estrictamente espirituales: oraciones, salmos, pasajes bíblicos, etc.
Entre los dibujos, finos y claramente distintos, identificamos "corazones ensangrentados", cruces, rosarios, santos que llevaban un halo, ángeles a veces arrodillados, coronas de espinas, rosarios, llamas, lirios, palomas 

Un testigo presencial informa:
 «“Noté en su mesa un pañuelo doblado manchado de sangre que Natuzza obviamente había dejado allí. [...] Vi entonces que la sangre se movía, se agitaba como el mercurio  ; No podía darme cuenta si la sangre estaba adentro o afuera, dentro o sobre el pañuelo, pero vi que se formó un anfitrión con las letras IHS y luego toda una custodia. Me quedé atónita ...» 
Hemos tratado de explicar estos hechos por sugerencia, hipnosis o telepatía. Hablamos sobre la criptomnesia (capacidad de entender y hablar idiomas nunca aprendidos).
Estas hemorragias no fueron dolorosas, excepto durante la Cuaresma.

### Estigmatización
La hemografía se asemeja en cierta medida al estigma "figurativo": apariencias sin causa humana de signos, dibujos, palabras o un grupo de palabras en la piel de una persona.
Natuzza también recibió los estigmas ("imitativos": las cinco llagas de la Pasión de Cristo) en 1958, de los cuales la sangre fluyó casi continuamente durante toda la Cuaresma hasta el Viernes Santo. Las heridas se cerraron misteriosamente, sin ayuda.

### Alegría
Natuzza afirmó tener un sentimiento de alegría. En una de sus visiones, escuchó a Jesús decirle: "¡Sufrirás mucho en tu cuerpo, pero qué alegría en tu espíritu! Natuzza explicó:   
«"Realmente no sufro, estoy feliz porque sigo amando a los demás y dando una palabra de consuelo a los que sufren. "» 

### Muerte
Natuzza Evolo murió el 1 de noviembre de 2009, el día en que la Iglesia Católica celebra el Día de Todos los Santos. Cerca de 30,000 personas de toda Italia y del extranjero asistieron a su funeral, que se celebró el 3 de noviembre  de 2009 siguiente «"Para nosotros, ya es santa porque ella esta ahora en el paraíso"», afirmó en esa ocasión el obispo de Mileto Nicotera Tropea, Luigi Renzo, en la homilía de la celebración. Cinco obispos (de tres diócesis de Locri-Gerace, Catanzaro-Squillace y Lamezia y dos obispos eméritos) y más de 100 sacerdotes participaron en el funeral.

## Beatificación
Muchas figuras fieles y religiosas exigieron la apertura de la causa de la beatificación y canonización de Natuzza Evolo. Considerada una santa de su vida, esta reputación se intensificó después de su muerte. 
El 28 de octubre de 2014, la Congregación para las Causas de los Santos dio su Nihil obstat para la apertura de la causa de Natuzza Evolo. Se abrirá solemnemente el 6 de abril de 2019 en la diócesis de Mileto-Nicotera-Tropea. Luego será considerada como una sierva de Dios, una de las cuatro etapas que conducen a la canonización.
El hecho de que la Iglesia Católica inició su causa en la canonización no significa que reconozca como auténticos todos los fenómenos sobrenaturales que experimentó Natuzza Evolo. Si se demuestra que ella vivió heroicamente las virtudes cristianas y que un milagro es reconocido como auténtico, será reconocida como bendecida. Ciertos fenómenos sobrenaturales se tomarán en cuenta para demostrar la profundidad espiritual del candidato a la canonización, pero para reconocer como auténtico el hecho del estigma en particular, la Iglesia tendrá que comenzar una nueva investigación.